# جان استراچان
جان استراچان (انگلیسی: John Strachan; ۱۲ آوریل ۱۷۷۸ – ۱ نوامبر ۱۸۶۷) یک چهره قابل توجه در کانادای علیا و اولین اسقف انگلیکان تورنتو بود.